# Hvozdec (district de Beroun)
Pour les articles homonymes, voir Hvozdec.
Hvozdec (en allemand : Hwosdetz) est une commune du district de Beroun, dans la région de Bohême-Centrale, en République tchèque. Sa population s'élevait à 252 habitants en 2020.

## Géographie
Hvozdec se trouve à 8 km au sud de Žebrák, à 24 km au sud-ouest de Beroun et à 50 km au sud-ouest de Prague.
La commune est limitée par Osek et Hořovice au nord, par Podluhy à l'est, par la zone militaire de Brdy au sud, et par Chaloupky et Komárov à l'ouest.

## Histoire
La première mention écrite de la localité date de 1543.

## Administration
La commune se compose de deux quartiers :
- Hvozdec
- Mrtník